# Kirke Helsinge Sogn
Kirke Helsinge Sogn ist eine Kirchspielsgemeinde (dän.: Sogn) auf der dänischen Insel Seeland.
Bis 1970 gehörte sie zur Harde Løve Herred im damaligen Holbæk Amt, danach zur Gørlev Kommune im Vestsjællands Amt, die wiederum im Zuge der Kommunalreform zum 1. Januar 2007 in der erweiterten Kalundborg Kommune in der Region Sjælland aufgegangen ist.

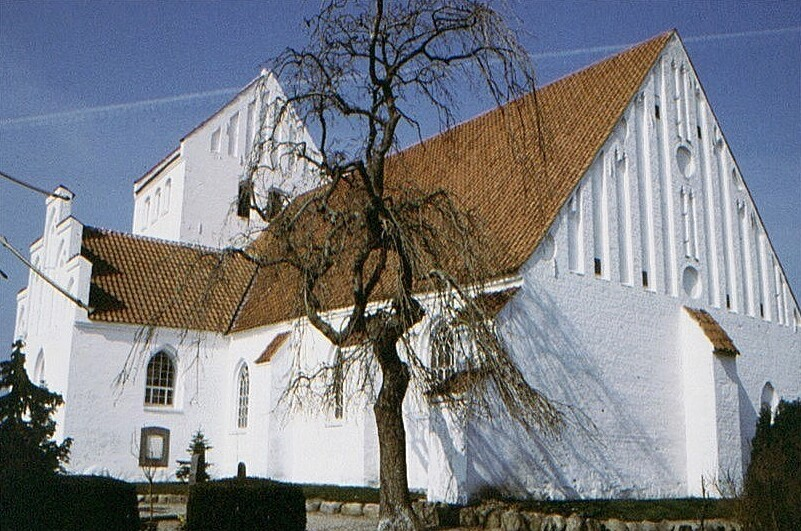
Kirche in Helsinge Kirke

Am 1. Oktober 2010 wurde der ehemalige Kirchenbezirk Reersø Kirkedistrikt im Kirke Helsinge Sogn mit der Abschaffung der dänischen Kirchenbezirke als Reersø Sogn selbständig.
Am 1. Januar 2023 lebten 1215 Einwohner im Kirchspiel, davon 521 im Kirchort Kirke Helsinge. Die „Kirke Helsinge Kirke“ liegt auf dem Gebiet der Gemeinde.
Nachbargemeinden sind im Norden und Osten Gørlev Sogn, im Süden Drøsselbjerg Sogn, im Westen Reersø Sogn sowie im Nordwesten Svallerup Sogn.